# Dysmicoccus tibouchinae
Dysmicoccus tibouchinae är en insektsart som först beskrevs av Hambleton 1935.  Dysmicoccus tibouchinae ingår i släktet Dysmicoccus och familjen ullsköldlöss. Inga underarter finns listade i Catalogue of Life.